# Třída Viana de Castelo
Třída Viana de Castelo je třída oceánských hlídkových lodí portugalského námořnictva. Plavidla slouží mimo jiné k hlídkování, ochraně rybolovu, kontrole znečištění a záchranným misím. V letech 2010–2018 byly dokončeny první čtyři jednotky této třídy. Roku 2024 bylo objednáno dalších šest.

## Stavba
Stavba prvních dvou jednotek byla zahájena roku 2000 v portugalské státní loděnici Estaleiros Navais de Viana do Castelo (ENVC, nyní West Sea) ve Viana do Castelo. První pár byl do služby přijat, po několikaletém zpoždění, v letech 2010–2013. Dne 22. července 2015 byla objednána stavba dalších dvou hlídkových lodí této třídy. Hodnota kontraktu je 77 milionů euro. Ve službě mají být do roku 2018. Stavba druhého páru byla svěřena loděnici West Sea.
Dne 29. prosince 2023 portugalské námořnictvo objednalo stavbu šesti jednotek třetí série této třídy od loděnice West Sea. Celkový počet postavených plavidel tak stoupne na deset. Dokončení plavidel je plánováno na roky 2027–2030. Plavidla třetí série ponesou i vybavení pro protiponorkový boj a kladení min.
Jednotky třídy Viana do Castelo:
| Jméno                    | Série | Loděnice | Spuštěna       | Vstup do služby   | Status    |
| ------------------------ | ----- | -------- | -------------- | ----------------- | --------- |
| Viana do Castelo (P 360) | 1.    | ENVC     | 2005           | 30. března 2010   | aktivní   |
| Figueira da Foz (P 361)  | 1.    | ENVC     | 2005           | 2013              | aktivní   |
| Sines (P 362)            | 2.    | West Sea | 3. května 2017 | 6. července 2018  | aktivní   |
| Setúbal (P 363)          | 2.    | West Sea | 13. září 2017  | 28. prosince 2018 | aktivní   |
| Funchal                  | 3.    | West Sea |                |                   | ve stavbě |
| Aveiro                   | 3.    | West Sea |                |                   | objednána |
|                          | 3.    | West Sea |                |                   | objednána |
|                          | 3.    | West Sea |                |                   | objednána |
|                          | 3.    | West Sea |                |                   | objednána |
|                          | 3.    | West Sea |                |                   | objednána |

## Konstrukce

### První série
Kromě 35 členů posádky může být na palubě ubytováno dalších až 32 osob. Plavidla jsou vyzbrojena jedním 30mm kanónem Mk44 Bushmaster II ve zbraňové stanici OTO Melara Marlin a dvěma 7,62mm kulomety M2 Browning. Na palubě mají dva rychlé inspekční čluny RHIB. Jsou vybavena přistávací plochou pro vrtulník Super Lynx Mk 95. Nemají hangár. Pohonný systém je diesel-elektrický. Tvoří jej dva diesely Wärtsilä 12V26, každý o výkonu 5200 hp, a dva elektromotory, každý o výkonu 270 hp, pohánějící dva lodní šrouby. Manévrovací schopnosti zlepšuje příďové dokormidlovací zařízení. Nejvyšší rychlost dosahuje 21 uzlů. Dosah je 4860 námořních mil při rychlosti 15 uzlů.

### Druhá série

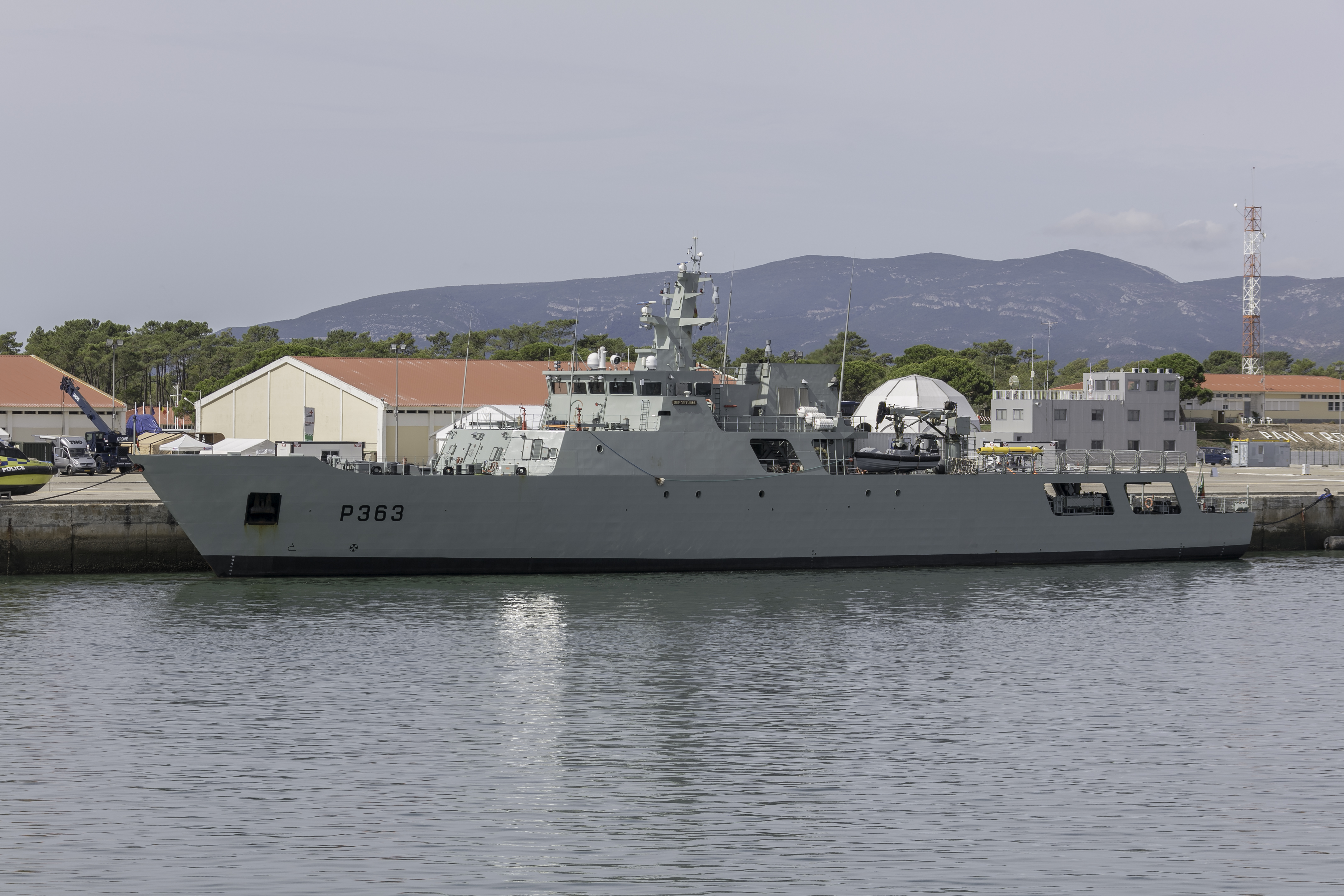
Setúbal (P 363)

Plavidla druhé série nejsou vyzbrojena lodní výzbrojí.

### Třetí série
Součástí vybavení je průzkumný systém Sagem SA Vigy 10 Mk III a vlečný sonar. Hlavní zbraní bude 30mm kanón Mk44 Bushmaster II ve zbraňové stanici OTO Melara Marlin. Doplní jej dva 12,7mm kulomety M2 Browning v dálkově ovládaných zbraňových stanicích Protector. Dále mohou nést námořní miny Mk 55 Mod 2. Pohonný systém je diesel-elektrický. Tvoří jej dva dieselgenerátory MAN 16V175D-MEL, každý o výkonu 3970 hp, pohánějící dva azipody. Nejvyšší rychlost dosáhne 21 uzlů.